# La Paz, Baja California Sur

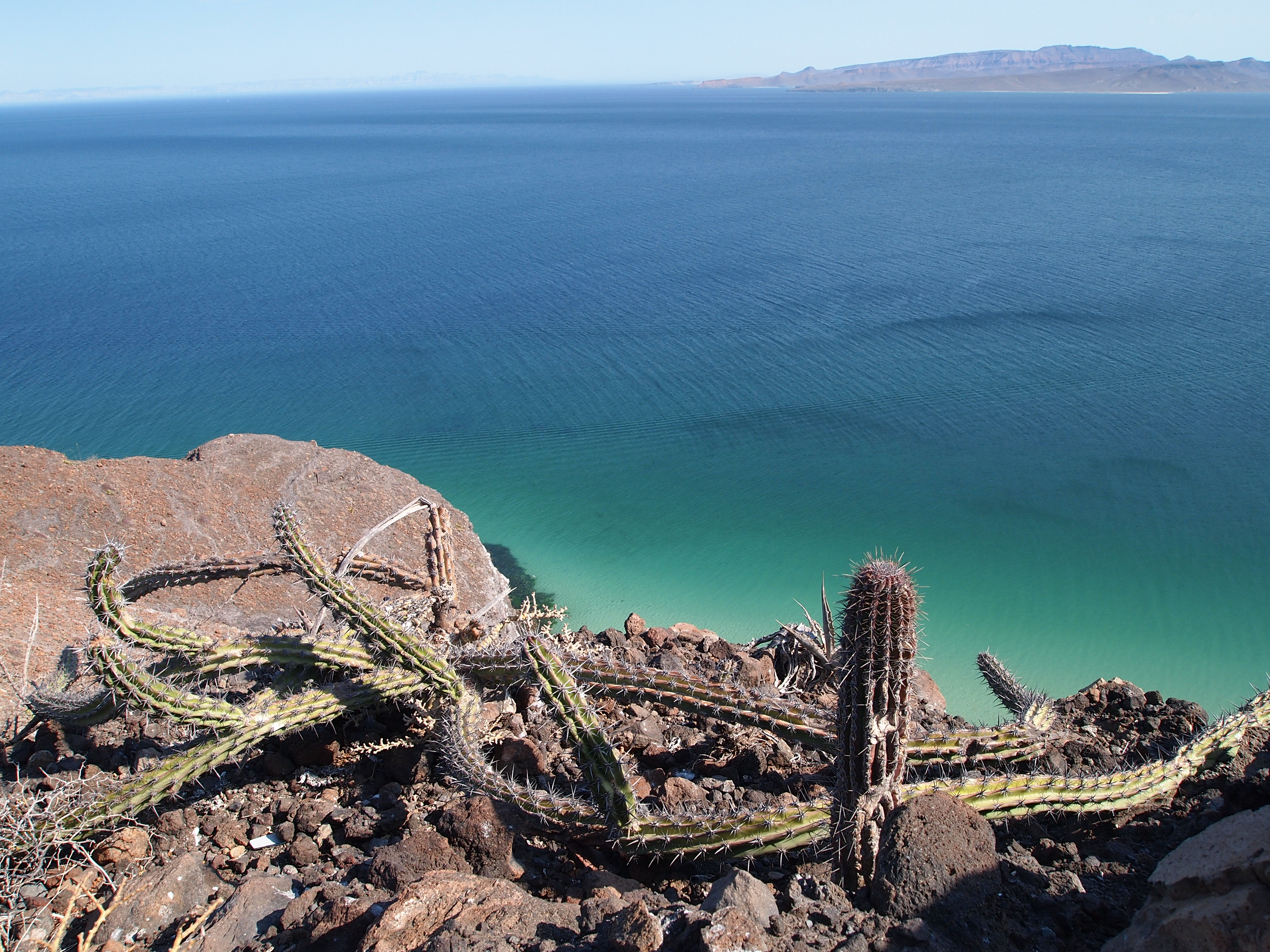
Kustområdet El Tecolote.

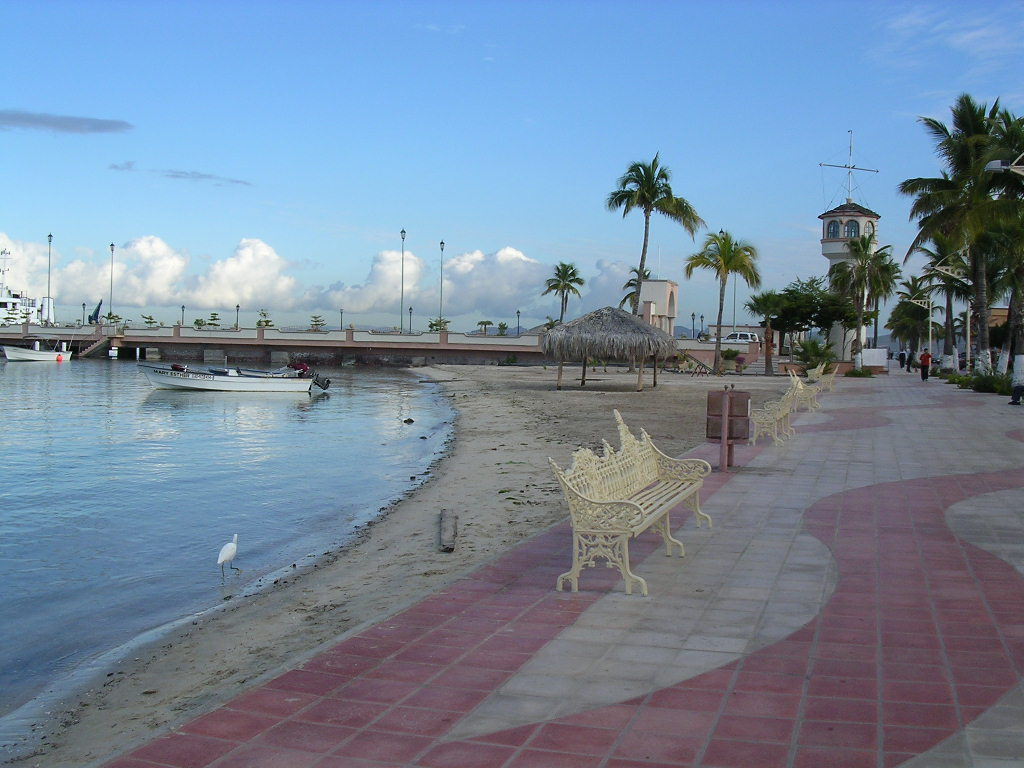
En strandpromenad i La Paz.

För andra betydelser, se La Paz (olika betydelser).
La Paz är en kommun vid Californiaviken i västra Mexiko och är administrativ huvudort för delstaten Baja California Sur. Centralorten La Paz har cirka 230 000 invånare, med totalt cirka 275 000 invånare i hela kommunen. 

## Orter
Kommunen omfattar La Paz centralort och ett antal mindre orter. De folkrikaste 2013 var:
1. La Paz, 233 559 invånare
2. Todos Santos, 5 948 invånare
3. El Centenario, 5 510 invånare
4. El Pescadero, 2 814 invånare
5. Chametla, 2 512 invånare

## Turism
La Paz är ett populärt resemål för dykning och snorkling på grund av sitt rika marina ekosystem. Många olika exotiska djur kan observeras i havet, såsom ovanliga fiskar, sjölejon och delfiner.

## Klimat
La Paz har ett tropiskt klimat som är ett hett, torrt och soligt ökenklimat. Staden upplever över 350 dagar med solsken varje år.
Såsom vid de flesta platser i Californiaviken så ändras temperaturen i vattnet drastiskt under året, tack vare både varma och kalla strömmar från stilla havet. Havet är 19 °C som kallast under vintern och runt 30 °C som varmast under sommaren.
Normala temperaturer och nederbörd i La Paz:
|                                            | Jan | Feb | Mar | Apr | Maj | Jun | Jul | Aug | Sep | Okt | Nov | Dec |
| ------------------------------------------ | --- | --- | --- | --- | --- | --- | --- | --- | --- | --- | --- | --- |
| Normaldygnets maximitemperaturs medelvärde | 24  | 25  | 27  | 30  | 33  | 36  | 37  | 37  | 35  | 32  | 28  | 24  |
| Normaldygnets minimitemperaturs medelvärde | 13  | 13  | 14  | 16  | 18  | 20  | 23  | 24  | 23  | 20  | 17  | 14  |
|                                            |     |     |     |     |     |     |     |     |     |     |     |     |
| Nederbörd                                  | 14  | 5   | 2   | 1   | 1   | 1   | 14  | 37  | 58  | 12  | 7   | 15  |

| Diagram | temperaturer i °C • månadsnederbörd i mm | temperaturer i °C • månadsnederbörd i mm | temperaturer i °C • månadsnederbörd i mm | temperaturer i °C • månadsnederbörd i mm | temperaturer i °C • månadsnederbörd i mm | temperaturer i °C • månadsnederbörd i mm | temperaturer i °C • månadsnederbörd i mm | temperaturer i °C • månadsnederbörd i mm | temperaturer i °C • månadsnederbörd i mm | temperaturer i °C • månadsnederbörd i mm | temperaturer i °C • månadsnederbörd i mm | temperaturer i °C • månadsnederbörd i mm |
|         | 14 24 13                                 | 5 25 13                                  | 2 27 14                                  | 1 30 16                                  | 1 33 18                                  | 1 36 20                                  | 14 37 23                                 | 37 24                                    | 58 35 23                                 | 12 32 20                                 | 7 28 17                                  | 15 24 14                                 |

| Jan   | Feb   | Mar   | Apr   | Maj   | Jun   | Jul   | Aug   | Sep   | Okt   | Nov   | Dec   |
| ----- | ----- | ----- | ----- | ----- | ----- | ----- | ----- | ----- | ----- | ----- | ----- |
| 20 °C | 19 °C | 20 °C | 22 °C | 24 °C | 26 °C | 28 °C | 29 °C | 30 °C | 29 °C | 26 °C | 22 °C |